# Peckhamia seminola
Peckhamia seminola är en spindelart som beskrevs av Willis J. Gertsch 1936. Peckhamia seminola ingår i släktet Peckhamia och familjen hoppspindlar. Inga underarter finns listade i Catalogue of Life.